# كأس هونغ كونغ 2014–15
كأس هونغ كونغ 2014–15 (بالصينية: 2014–15年香港足總盃) هو موسم من كأس هونغ كونغ. كان عدد الأندية المشاركة فيه 13، وفاز فيه نادي كيتشي.